# Codex Porphyrianus
Codex Porphyrianus designado por Papr ou 025 (Gregory-Aland), α 3 (von Soden), é um manuscrito uncial grego do Novo Testamento. A paleografia tem datado ele para o século 9.

## Descoberta
O códex contém o texto do Novo Testamento (exceto Evangelhos) em 327 fólios de pergaminho (16 x 13 cm). Escrito em uma coluna por página, em 24 linhas por página.
Lacunas
Actos 1,1-2,13; Romanos 2,16-3,4; 8,32-9,10; 11,23-12,1; 1 Coríntios 7,15-17; 12,23-13,5; 14,23-39; 2 Coríntios 2,13-16; Colossenses 3,16-4,8; 1 Tessalonicenses 3,5-4,17; 1 João 3,20-5,1; Judas 4-15; Apocalipse 16,12-17,1; 19,21-20,9; 22,6-fin.
Ele é um palimpsesto, o texto superior foi escrito em 1301 e corresponde ao Minúsculo 1834.

## Texto
O texto grego desse codex é um representante do Texto-tipo Bizantino na Actos e Apocalipse. Aland colocou-o entre a Categoria V.
O texto grego de Pauline e epístolas Católicas é representante do texto-tipo Alexandrino com um grande número de umas leituras alheias. Aland colocou-o entre a Categoria III.

## História
O manuscrito foi descoberto por Tischendorf em 1862. Tischendorf editou o seu texto em "Monumenta sacra inedita" volume. V-VI (1865-1869).
Actualmente acha-se no Biblioteca Nacional da Rússia (Gr. 225) no São Petersburgo.

## Leitura recomendada
- Constantin von Tischendorf, "Monumenta sacra inedita" V-VI, (Leipzig, 1865-1869), pp. 1 ff.
- Kurt Treu, "Die Griechischen Handschriften des Neuen Testaments in der USSR; eine systematische Auswertung des Texthandschriften in Leningrad, Moskau, Kiev, Odessa, Tbilisi und Erevan", T & U 91 (Berlin: 1966), pp. 101–104.
- Herman C. Hoskier, "Concerning the Text of the Apocalypse" (2 vols., London, 1927), p. 1.7.